# ニコシア国際空港
ニコシア国際空港（ギリシア語: Διεθνές Αεροδρόμιο Λευκωσίας、トルコ語: Lefkoşa Uluslararası Havaalanı、英語: Nicosia International Airport）とは、キプロス首都ニコシア西の郊外ラカタミアにあった空港。
かつてはキプロス島の主要空港であったが、1974年のトルコのキプロス侵攻が原因でグリーンラインが引かれ、全域が緩衝地帯に設定されたため閉鎖された。空港の敷地は現在国際連合キプロス平和維持軍本部として使用されている。

## 歴史

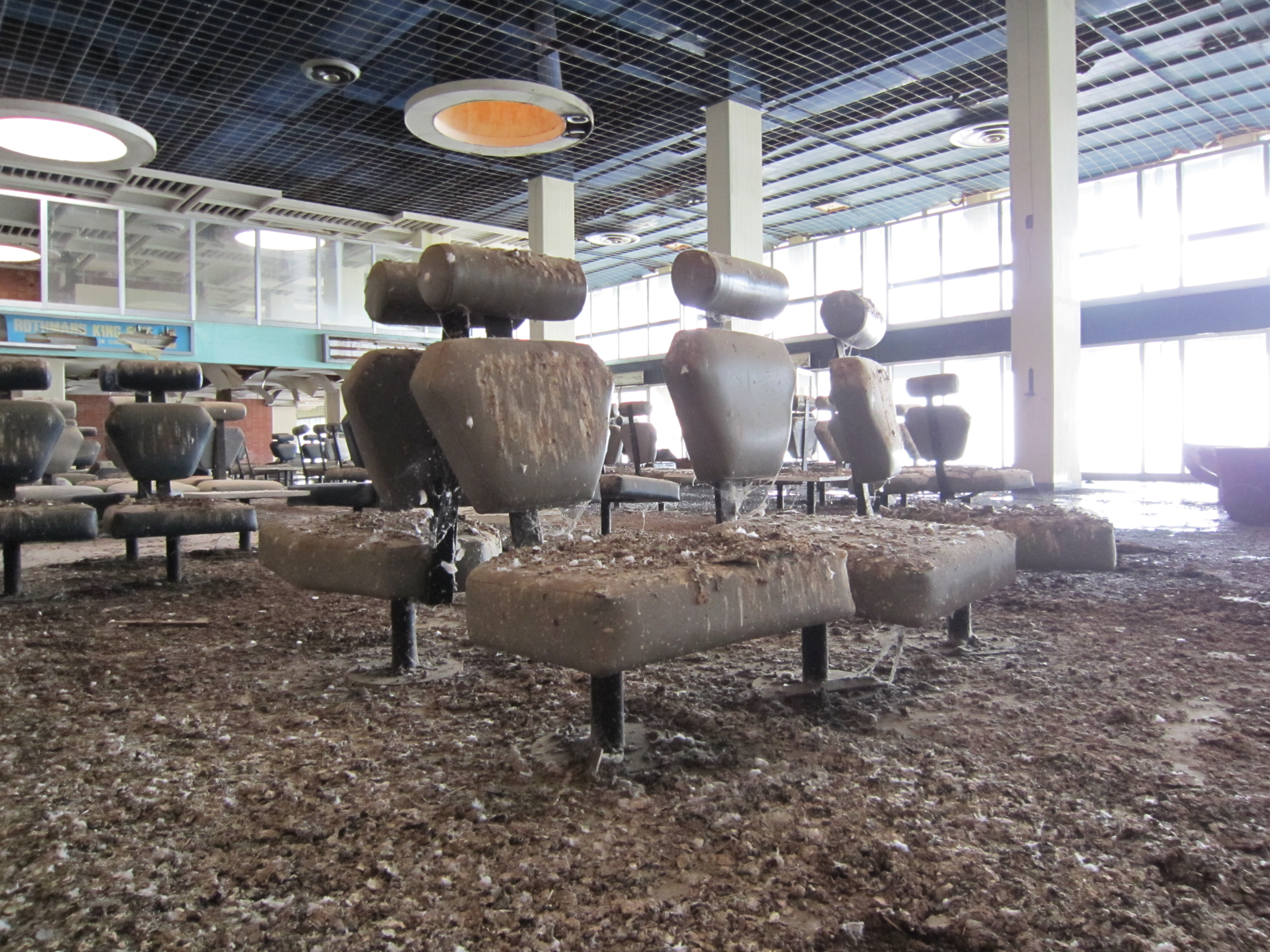
放棄され、鳥の糞で汚れた旧ターミナルビル内部。

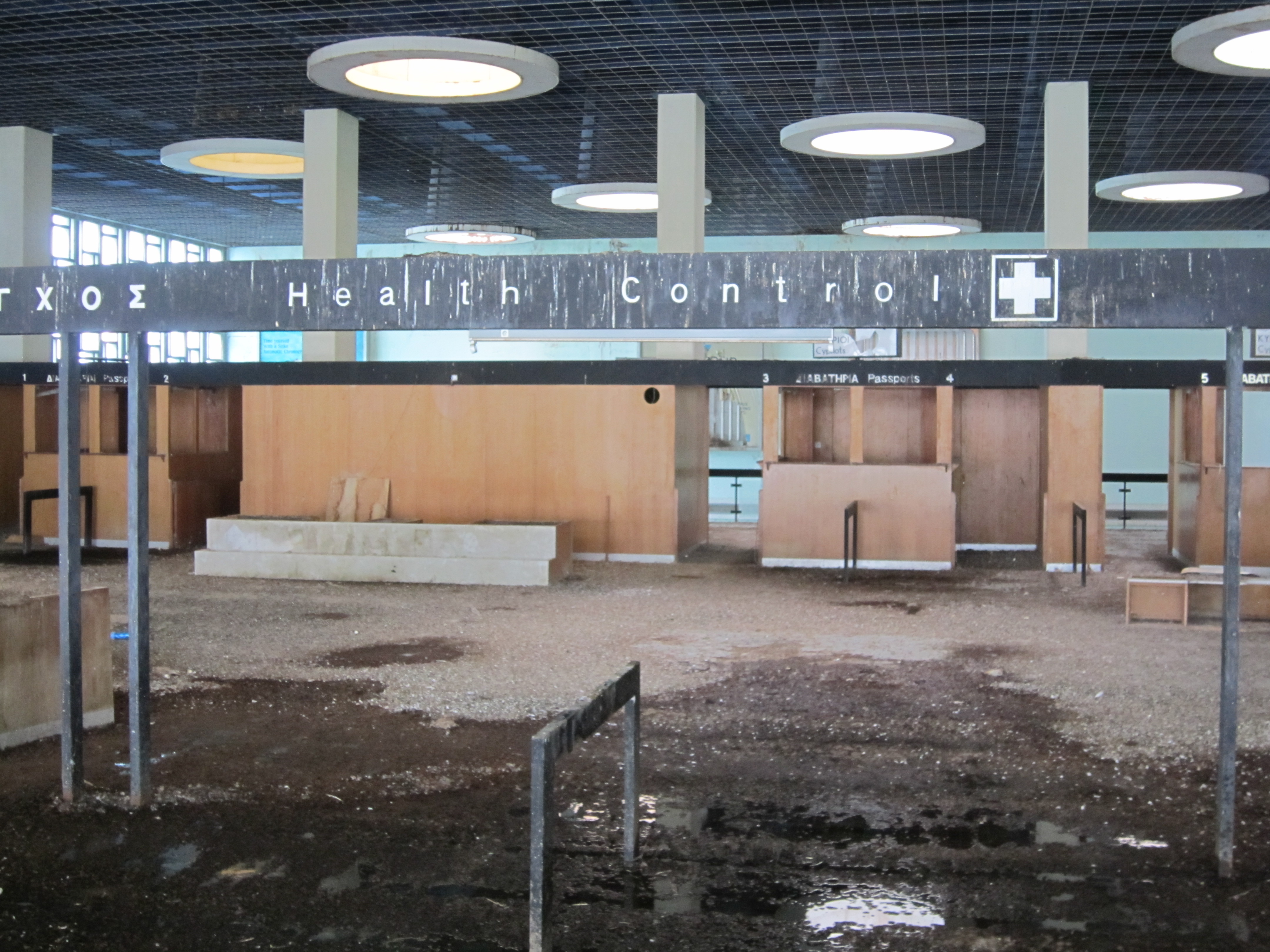
旧ターミナルビル内の健康管理センター跡。

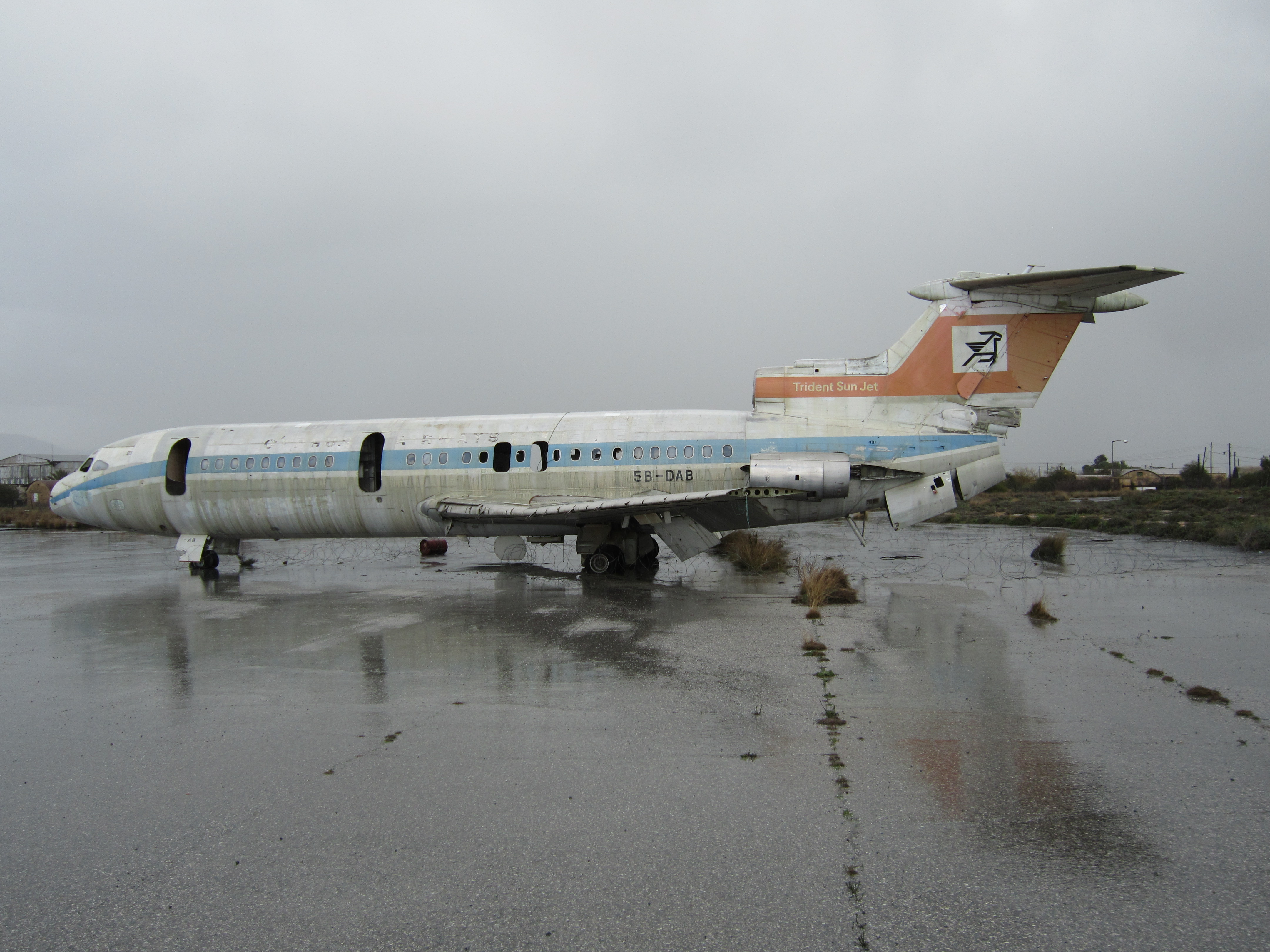
空港敷地内に放棄されたキプロス航空のトライデント。主要部品は取り外され、抜け殻のような状態となっている。

ニコシア国際空港は、1930年代からイギリス空軍ニコシア空軍基地として建設が始まり、1974年までキプロス島における主要空港であった。当初空軍基地として建設されたため、空港は現在でもイギリス国防省の所有となっている。滑走路は、シェルとパイライド＆ミカエリデス株式会社によって1939年に整備され、ミスル・エアの4発機デ・ハビランド DH.86 エクスプレスで運行されていた。 
第二次世界大戦中、空港の施設と滑走路は地元の請負業者ステリオス・ヨアヌーとヨルゴス・パラスケベデスによって拡張された。1943から44年にかけ、連合軍のルーマニア・プロイェシュティ油田空爆（タイダルウェーブ作戦）から帰還する際にアメリカ陸軍航空隊のB-24爆撃機が使用した。 
戦後に旅客輸送が再開され、1948年までにミスル・エア 、英国海外航空、キプロス航空およびミドル・イースト航空が運航を始めた。 
当初の空港施設は小規模であり、3箇所のニッセン式兵舎が税関、出入国管理、民間航空、信号、交通および運航サービスを収容する空港ターミナルビルとして使用されていた。空港内のレストランはNAAFIによって運営されていた。 
1949年に最初のターミナルビルが公共事業局によって5万ポンド（2018年における1735175ポンド相当）で設計・建設され、5月に完成した。1959年に駐機エプロンが拡張された。1968年には新ターミナルが完成したため大部分の施設は移動したが、ニコシア・フライングクラブや他のフライングクラブは旧ターミナルビルを使用し続けた。 
航空会社の大幅な増便により飛行場が手狭になったことで、英空軍は1966年にアクロティリ空軍基地へ基地機能を集約させる形で撤退、1968年3月27日、西ドイツヴィースバーデンの企業「ダーシュ・ウンド・ゲルマン」が設計、地元の不動産開発業者「サイバルコ」によって建設された新ターミナルが完成した。新ターミナルは11箇所の駐機場エプロンを備え、一度に800人の乗客が乗降可能となった。 

### キプロス紛争時
1974年6月、ターミナルを更に拡張し、エプロンを16機に拡張する計画があり、2箇所はワイドボディ機も取扱可能の大型のものだった。だがキプロス紛争が激化し、7月15日にギリシャ系民族主義者の蜂起によりマカリオス政権が崩壊すると、空港は一時的に閉鎖された。7月17日、ギリシャ軍によるマカリオスのクーデター支援にニコシア空港が使用された。7月18日には民間航空便が再開し、外国人観光客が出国するために使用された。しかし、僅か2日後の7月20日、トルコがキプロス島在住のトルコ系住民保護を名目に「アティッラー作戦」を発動してキプロス島北部へ侵攻し、空港はトルコ空軍により激しく空爆され、完全に閉鎖となった。

### キプロス分断後
1975年初めにギリシャ系キプロス人とトルコ系キプロス人の間で、ニコシア国際空港を再開を議論した。ギリシャ系のリーダーであるマカリオス大司教は、トルコ系の共同統治下で空港を再開するという案を拒否したが、1975年4月28日から5月3日までウィーンで開催された交渉で、空港自体は原則再開の方向で合意した。だが合同委員会での議論において目立った進展はなかった。 
1974年の侵攻以降、ニコシア空港から最後に民間航空便が運航されたのは、取り残されていたキプロス航空の3機を1977年にブリティッシュ・エアウェイズのエンジニアが回収したものである。このホーカー・シドレートライデント2Eはロンドンへ飛行した後、1機がダックスフォード帝国戦争博物館で展示されている。 
トルコ侵略により、空港はキプロス軍とトルコ軍間で激しい戦闘が行われた。紛争中に国連安全保障理事会が国連保護地域（UNPA）を宣言し、双方がニコシア空港から500ｍ以上後退することとなった。1974年8月16日、停戦が実現されたことで、ニコシア空港は島の2つの民族を分離するグリーンラインの一区域となった。国際空港としては完全に機能しなくなったが、国連のヘリコプターが活動拠点としており、UNFICYP本部「ブルーベレーキャンプ」として使用されている。さらに和平協議用の施設や、国連職員用の娯楽施設も多数用意されている。 
ニコシア空港閉鎖後、1975年ラルナカ新空港が南キプロスに開設、北キプロスには2004年にエルジャン国際空港が開港した。両空港とも旧イギリス空軍基地跡に開設された。1983年には南キプロスでパフォス国際空港が開設された。国連管轄下でニコシア空港を再開させるという計画が何度か提示されたものの、ギリシャ系、トルコ系のどちらからも真剣に検討されなかった。 
キプロス・コルナーロ研究所のマイケル・パラスコスは2013年に、他に3つも空港がある現状では、もはやキプロスにニコシア空港は不要だと主張し、跡地に海外ハイテク企業を誘致し、ギリシャ系とトルコ系従業員を雇用する非課税工業地帯への転換することを提案した。

## 事件・事故
- 1956年3月3日、地上に駐機していたスカイウェイズリミテッド所有のハンドレページ ハーミーズ IV（機体記号：G-ALDW）が、前方貨物室に仕掛けられていた時限爆弾によって爆破された。乗客68人がイギリスに向けて搭乗する20分前だったため[10]、死亡者は出なかった[11]。
- 1956年4月27日、英空軍のダグラスダコタが駐機中にキプロス闘争民族組織（英語版）が仕掛けたと思われる爆弾で爆破された。
- 1967年4月20日、ブリストル ブリタニアが、空港接近中に悪天候のため墜落し、126人が死亡した（1967年ニコシア・ブリタニア墜落事故）。
- 1973年1月29日、イリューシン Il-18で運行されるエジプト航空741便（機体記号：SU-AOV）が、空港接近中にキレニア近くのペンタダクティロス山脈ペンタダクティロス山脈（英語版）に墜落、乗客30人、乗員7人全員が死亡した[12]。
- 1973年8月29日、Tu-104で運行されていたチェコスロバキア航空CSA531便がオーバーランした。この飛行機はダマスカスからニコシアを経由し、プラハへ飛行予定だった。この事故の死亡者数は報告されておらず、残骸は空港の近くで未だ放置されている。
- 1974年7月20日、トルコ侵攻中に、キプロス航空のホーカー - シドレーHS121トライデント1E （機体記号：5B-DAE）とトライデント 2E（機体記号：5B-DAB）2機がトルコ空軍により地上で破壊された。
- 1974年7月22日、ギリシャ人保護を目的とするニキ作戦（英語版）[13]に派遣されたギリシャ軍354輸送中隊「ペガサス」所属のノール ノラトラとC-47がキプロス軍対空砲の誤射で撃墜され、搭乗していた特殊部隊員計33人が死亡した。